# 杨淑娣
杨淑娣（1972年—），湖南城步人，苗族，中华人民共和国政治人物、第十二届全国人民代表大会湖南地区代表。
毕业于南华大学自动化专业。加入中国共产党。2013年，担任全国人大代表。